# Проєктувальник садів
Проєктувальник садів — людина, що розробляє плани та особливості садів. Складові частини, які враховуються при розробці дизайну саду і ландшафтного дизайну: рельєф, вода, комплект рослин, побудовані елементи і споруди, мощення, особливості ділянки, атмосфера, а також місцеві кліматичні умови.

## Діяльність

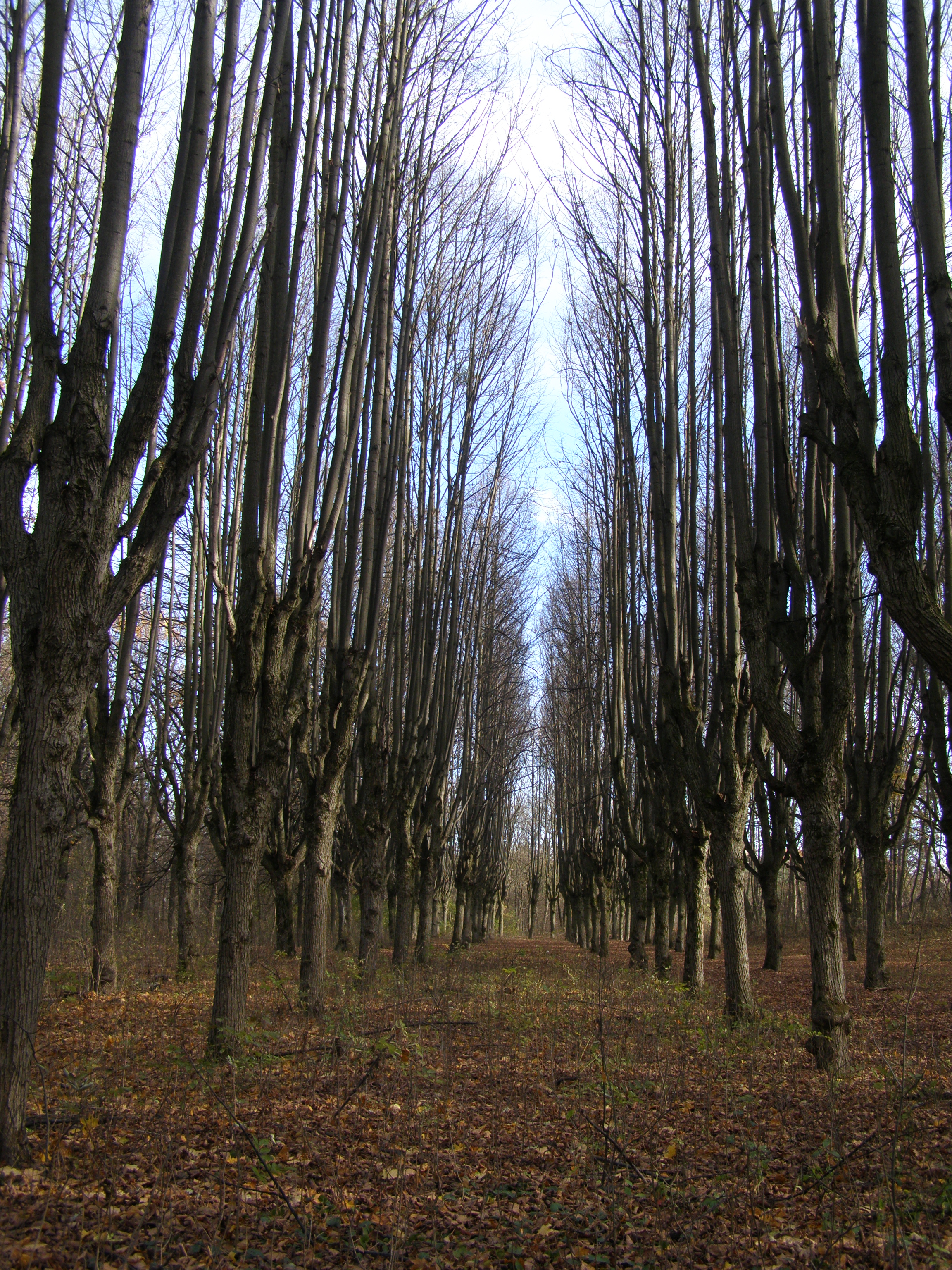
Липова алея в Шарівському парку

Проєктувальники садів є фахівцями з майстер-планування ландшафту та дизайну садів згідно з побажаннями клієнтів. Вони скеровують роботу та реалізують нагляд за нею під час розробки, а також займаються організацією та технічною підтримкою відразу після створення саду. Вони займаються обстеженням ділянки, підготовкою креслення для відтворення, реалізації плану саду, починаючи із задуму до самого конструювання, а також забезпеченням ресурсами і будівельними матеріалами. Історично склалося, що чимало садів були розроблені талановитими аматорами без відповідної підготовки, а багато інших були розроблені людьми, навчання яких було більше художнього або дизайнерського спрямування, а не орієнтоване на сади. Кількість фахівців у сфері дизайну садів зростає, у зв'язку з сучасними труднощами дизайну навколишнього середовища та технологіями.

## Методи
Дизайнери садів використовували цілий ряд засобів проєктування, залежно від історичного періоду, в якому вони працювали, і частково від їхнього фаху, до якого вони мали найбільше відношення. Говорять, наприклад, про «сад архітектора», «сад художника» або «сад садівника». З історичної точки зору старовинні парки були «намальовані» відразу на землі. Ренесансні сади були намальовані на папері, а сучасні спроєктовані на комп'ютері. Процес проєктування завжди впливає на кінцевий дизайн.
Як правило, розрізняють дизайнерів, які починають працювати з палітрою саду і з усім необхідним при цьому (так звані садові дизайнери), і дизайнерів, які починають з огляду місця для створення простору для архітектурних будівель, а також знаходять місця для висадки рослин та інших предметів (так звані ландшафтні дизайнери). Частка відомих садів, які містять багато цікавих рослин, можуть не становити собою цілісну композицію. А багатьом садам, добре спланованим в плані дизайну, може бракувати цікавих насаджень та паркових споруд. Деякі проєктувальники, що захоплюються садами та добре обізнані в насадженнях, є впевненими у своїх можливостях щодо створення концепту дизайну. Деякі дуже компетентні дизайнери і ландшафтні архітектори майже не мають ботанічних і садівничих знань чи досвіду. Компетентний дизайнер саду знає, як потрібно розробити проєкт, щоб створити сади та ландшафти як і гарними, так і стійкими.

## Освіта
Історично склалося так, що садові дизайнери навчалися під час проходження практики. Наприклад, Андре Ленотр навчався разом зі своїм батьком, а Беатрікс Фарранд з Карлом Спраг Сарджентом. Фахове ландшафтне планування університецького рівня та курси дизайну садів, що були створені у XX столітті, як правило, асоціюються з відділами сільського господарства, садівництва або архітектури. У другій половині XX століття багато з цих курсів змінили свій фокус та номенклатуру, від дизайну саду до ландшафтної архітектури. До кінця XX ст. був створений ряд навчальних програм з дизайну садів для бакалаврату з акцентом більше на дизайн, ніж садівництво. Коледжі з садіництва, а саме відділи декоративного садівництва та архітектурні коледжі, особливо відділи ландшафтної архітектури, продовжують навчати сучасних дизайнерів саду.